# Гезалов, Гисмет Физули оглы
Гисмет Физули оглы Гезалов (азерб. Qismət Füzuli oğlu Gözəlov; род. 1967, Сальянский район) — азербайджанский дипломат. Посол Азербайджана в Туркменистане.

## Биография
Родился в 1967 году в Сальянском районе. Окончил факультет востоковедения Бакинского государственного университета по специальности «арабоведение».
С 1995 года работает в МИД Азербайджана.
С 1995 по 1998 год занимался вопросами взаимодействия с Организацией исламского сотрудничества.
С 1998 по 2011 год являлся вице-консулом, консулом, главным консулом главного консульства Азербайджана в Стамбуле. Являлся начальником отдела МИД Азербайджана.
С 2012 по 2014 и с 2019 по 2022 год являлся заместителем главного секретаря Организации тюркских государств.
С 2015 по 2018 год являлся заместителем начальника второго Европейского управления МИД Азербайджана.
30 января 2020 года присвоен ранг дипломатического посланника второй степени.
29 августа 2023 года присвоен ранг дипломатического посланника первой степени.
Посол Азербайджана в Туркменистане (с 29 августа 2023).